# Patricio de la Escosura

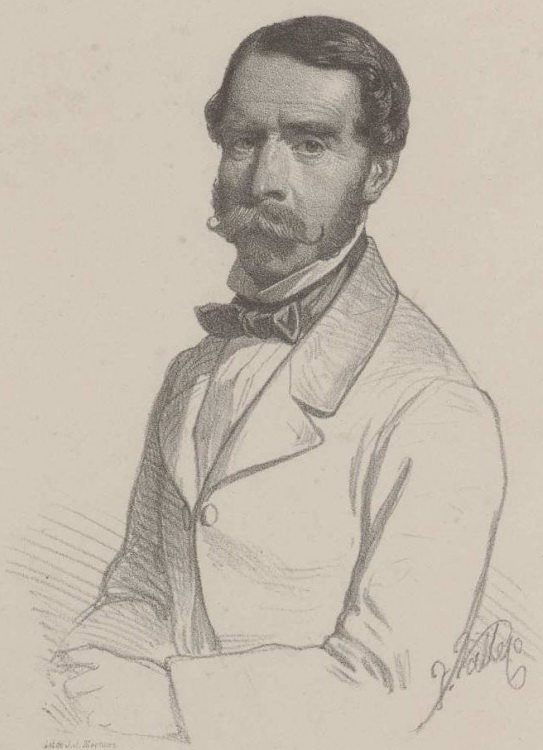
Patricio de la Escosura, 1854.

Patricio de la Escosura Morrogh, född den 5 november 1807 i Madrid, död där den 22 januari 1878, var en spansk politiker och skriftställare.
Escosura studerade matematik och estetik i Valladolid och Paris, dit han nödgades fly av politiska skäl. Vid återkomsten till 
Spanien ingick Escosura på militärbanan, avancerade till ryttmästare och blev 1838 guvernör i Guadalajara, som han försvarade mot Espartero, men måste efter dennes seger åter fly till Frankrike. Återkommen 1843, blev Escosura först understatssekreterare och sedermera inrikesminister i Narváez ministär intill 1846. 
Escosura, som dittills tillhört det moderata partiet, övergick 1848 till progressisterna, som 1854 med stor majoritet invalde honom i konstituerande cortes, där han kämpade för de monarkiska idéerna, men samtidigt till hela det ultramontana Europas förbittring yrkade på en reduktion av kyrkornas och klostrens egendomar. Som parlamentarisk talare var Escosura slagfärdig och blixtrande kvick. I Esparteros kabinett var Escosura inrikesminister 1856. 
År 1863 övergick Escosura till de liberala, som förskaffade honom regeringskommissarieplatsen på Filippinerna. Efter septemberrevolutionen blev Escosura ånyo deputerad 1871, men utan att tillhöra något parti. Åren 1872-73 var Escosura sändebud i Berlin, blev 1876 senator och samma år ledamot av Spanska akademien. Som skriftställare intar Escosura ett framstående rum. 
De främsta av hans arbeten är: Estudios históricos sobre las costumbres españolas (1851), Memorias sobre Filipinas y Joló 1863-64, Memorias de un coronel retirado (1868), Historia constitudonal de Inglaterra och texten till España artistica y monumental, skådespelen La corte del Buen Retiro, Don Jaime el conquistador (5 akter på vers), La Aurora de Colón, El tio Marcelo med flera och romanerna El conde de Candespina, Ni rey ni roque och El patriarca del valle. Dessutom publicerade Escosura även lyriska och episka dikter.